# Graf Orlock
Graf Orlock ist eine Grindcore-Band aus Los Angeles, Kalifornien. Die Band benannte sich nach dem Vampir Graf Orlock aus dem Film Nosferatu – Eine Symphonie des Grauens. Die Band besteht aus den Mitgliedern der Hardcore-Punk-Bands Greyskull, Arctic Choke, Dangers, und Ghostlimb. Graf Orlock benutzt Audioausschnitte und Dialoge aus Science-Fiction-Filmen wie Terminator, Alien und RoboCop in all ihren Liedern. Diese Mischung wird auch scherzhaft als „Cinema-Grind“ bezeichnet.

## Geschichte
Die Band wurde gegründet, nachdem Jason Schmidt und Alan Hunter zusammen an einem Drehbuch für eine Arbeit an der UCLA arbeiteten. Es hatte den Namen Destination Time Yesterday und löste Kontroversen an der Schule aus, da es sich auf keine Quelle bezog. Letztlich entstand bei der Kontroverse ein Aufstand, sodass sich auch ein Einsatz des Los Angeles Police Department nicht vermeiden ließ.
Daraufhin wurden Schmidt und Hunter der Schule verwiesen. Zusammen mit dem Bassisten Sven Calhoun und dem Sänger Kalvin Kristoff gründeten sie Graf Orlock und veröffentlichten EPs und Split-Alben. 2006 starteten sie eine Trilogie, welche auf dem kontroversen Drehbuch basierte. Destination Time Yesterday war der erste Teil davon. Die EP Destination Time Tomorrow war der zweite Teil im Jahre 2007, welche die Nummer 16 im Decibel-Magazin der Top 40 des Jahres 2007 war. Der letzte Teil der Trilogie Destination Time Today wurde 2009 veröffentlicht.
Momentan arbeiten die Mitglieder von Graf Orlock an ihrem eigenen Label, welches den Namen Vitriol Records trägt. Bands wie Ghostlimb, Robotosaurus, Owen Hart, Dangers, und Totalt Jävla Mörker sind dort unter Vertrag.

## Besonderheiten
Alle Mitglieder benutzen verschiedenste Pseudonyme, aber die aufgeführten sind die gängigsten.

## Diskografie
- 2004: Graf Orlock (EP)
- 2004: Corpserate Greed (EP)
- 2004: Split mit Hurry Up und Kill Yourself (Split)
- 2005: Split mit Greyskull (Split)
- 2006: Destination Time Yesterday (Album)
- 2007: Destination Time Tomorrow (EP)
- 2009: Destination Time Today (Album)
- 2011: Doombox (EP)
- 2012: Los Angeles (EP)
- 2014: Trailer (EP)
- 2016: Crimetraveler (Album)
- 2018: An Examination of Violent Cinema Vol. 1 (Album)